# Немачка подморница У-25
Подморница У-25 је била Немачка подморница типа I и коришћена у Другом светском рату. Подморница је изграђена 6. априла 1936. године и служила је у 2. подморничкој флотили (6. април 1936 — 31. децембар 1939) - школски брод, и 2. подморничкој флотили (1. јануар 1940 — 1. август 1940) - борбени брод

## Служба
Подморница У-25 испловљава 18. октобра 1939. године, из базе Вилхелмсхафен и одлази на своје прво борбено патролирање. Дана, 31. октобра, У-25 напада конвој 20-к у близини обале Шпаније, и потапа француски трговачки брод , који је превозио палмино зрно, памук, какао, кафу и каучук. Заједно са бродом нестаје и 11 његових чланова посада, док су два тела извучена из воде. Након 33 дана патролирања, У-25 упловљава 19. новембра у базу Вилхелмсхафен, чиме ја завршила своје прво патролирање. На следеће своје патролирање, подморница У-25 креће из базе Вилхелмсхафен 13. јануара 1940. године.
У 11:56 сати, 17. јануара, У-25 уочава два трговачка брода на око 6 до 7 наутичких миља, северно од Макл Флога, Шетландска острва, и испаљује једно торпедо у 12:35 сати, које промашује први брод, норвешки трговачки брод Enid. Десет минута касније, друго торпедо је испаљено ка другом броду, британски трговачки брод  (заповедник Џејмс Херборн Томсон), које га погађа у висини командног моста, и брод тоне у року од 12 секунди, заједно са комплетном посадом од 36 члана. Норвешки брод се одмах упутио ка месту потонућа британског брода, са циљем да спаси његову посаду, али подморница у површинској вожњи, испаљује један хитац из топа, испред прамца, како би се Enid зауставио. Чим је брод почео да се обрће и удаљава, ватра из немачког топа је поново отворена, и након свега три поготка, посада почиње да напуста брод. Посада подморнице У-25 је испалила још 21 гранату из свог топа ка палуби брода, од којих су 7 погодила норвешки брод. У 14:10 сати, са немачке подморнице испаљена је још једна граната, која убрзава потонуће брода. Један део норвешких бродоломника долази до копна у њиховим чамцима за спасавање, док је остатак посаде спасио један дански трговачки брод, и искрцао их је у Лас Палмас.
Сладећег дана, 18. јануара, у 16:25 сати, шведски трговачки брод , који је превозио 9.150 тона жита и сточне хране, је погођен у прамац једним торпедом од подморнице У-25, након што је 20 минута раније уочен заједно са заштитом. Једно торпедо које је испаљено у 16:50 сати, како би се убрзало потонуће брода, је промашило, али зато је друго, које је испаљено у 17:03 сати, погодило шведски брод, и он убрзо тоне. Брод за који се сматрало да пружа заштиту, заправо је био британски наоружани контролни брод HMS Northern Duke, који је спроводио шведски брод до Кирквола, ради кријумчарског прегледа. Он сакупља свих 35 чланова шведског брода, и присиљава топовском ватром немачку подморницу да зарони.
Дана, 22. јануара 1940. године, у 11:38 сати, норвешки трговачки брод Songa је заустављен од подморнице У-25, једним хицем испаљеним испред прамца, на око 220 наутичких миља западно од острва Сили. Са подморнице наређују да посада напусти брод, након што је установљено да он превози забрањену робу. Ово је била прва пловидба овог брода под норвешком заставом. У 13:22 сати, са У-25 је испаљено једно торпедо ка норвешком броду, и он тоне наком 8 минута. 
У 14:32 сати, 3. фебруара 1940. године, британски трговачки брод  (заповедник Чарлс Ролс Најт) из конвоја OG-16, је торпедован и потопљен од подморнице У-25, западно од рта Синес, Португал. Посаду потопљеног британског брода, спасава шпански трговачки брод Monte Abril, и искрцава их на Тенерифе.
Десет дана каснијем 13. фебруара, у 07:16 сати, подморница У-25 испаљује један хитац преко прамца неутралног данског трговачког брода Chastine Mærsk, али је морала да испали још два хица, пре него што је дански брод стао. Немци тада наређују посади да напусти брод за 10 минута, а затим почињу да гранатирају брод из свог топа, и брод тоне у 08:36 сати, западно од Бергена, Норвешка. Свих 30 чланова посаде данског брода, спасава норвешки трговачки брод Hilda. 
Дан раније, подморница У-25 је уочила дански брод у 16:30 сати, и испаљује у 20:10 сати једно торпедо ка њему, али оно промашује. Деветнаест минута касније, са подморнице испаљују своје последње торпедо, и запажају погодак према крми, али без штетних ефекта по брод. Претпоставља се да је торпедо експлодирало пре него што је погодило брод. Подморница затим у површинској пловидби креће у потеру за данским бродом, и у зору отвара ватру из свог топа ка Chastine Mærsk.
Подморница У-25 упловљава у Вилхелмсхафен 19. фебруара 1940. године, након 38 дана патролирања. Након скоро месец и по дана, У-25 креће 3. априла 1940. године из Вилхелмсхафена на ново патролирање, које ће трајати 34 дана, али подморницица неће забележити никакве нове успехе. По повратку у Вилхелмсхафен, 6. маја, посада добија заслужени одмор. У нову патролу У-25 креће из Вилхелмсхафена 8. јуна 1940. године.
У 07:16 сати, 13. јуна 1940. године, британска помоћна крстарица HMS Scotstoun (Капетан С. К. Смит), из састава 10-ог крстаричког ескадрона, је погођена у крму једним торпедом, испаљеног са подморнице У-25, на око 80 наутичких миља западно од острва Бара, Спољни Хебриди. У 17:29 сати, испаљено је ново торпедо, али оно промашује, међутим следеће погађа брод одмах иза задњег димњака, и проузрокује потапање брода. Два официра и 5 осталих чланова посаде са британског брода је погинуло. Све преживеле, сакупља британски разарач HMS Highlander (H 44), и следећег дана их искрцава у Клид.
Дана, 19. јуна, у 01:28 сати, У-25 напада један мали конвој и погађа једним торпедом француски танкер Brumaire, пре него што се подморица сударила са једним трговачким бродом из конвоја. Торањ и перископ су били оштећени, и подморница прекида своје патролирање. Следећег дана, оштећени француски танкер Brumaire је потопљен од немачких авиона. 
Подморница У-25 са враћа 29. јуна у базу Вилхелмсхафен, ради неопходног ремонта. По завршеном ремонту и попуни, У-25, полази 1. августа 1940. године на ново патролирање, али истог дана, у Северном мору, она удара у једну мину коју су положили британски разарачи, још 3. марта 1940. године, и тоне са комплетном посадом.

## Команданти
- Еберхард Гот (6. април 1936 — 3. јануар 1938)
- Вернер фон Шмит (3. јануар 1938 — 12. децембар 1938)
- Ото Шухарт (12. децембар 1938 — 3. април 1939) (Витешки крст)
- Георг-Хајнц Михел (4. април 1939 — 4. септембар 1939)
- Виктор Шуце (5. септембар 1939 — 19. мај 1940) (Витешки крст)
- Хајнц Бедун (20. мај 1940 — 1. август 1940)

## Бродови
| Име брода | Држава               | Тежина      | Година изградње | Датум напада      | Напомена |
|           | Француска            | 5.874 тона  | 1921.           | 31. октобар 1939. | Потопљен |
|           | Норвешка             | 1.140 тона  | 1924.           | 17. јануар 1940.  | Потопљен |
|           | Уједињено Краљевство | 4.751 тона  | 1929.           | 17. јануар 1940.  | Потопљен |
|           | Шведска              | 6.873 тона  | 1924.           | 18. јануар 1940.  | Потопљен |
|           | Норвешка             | 2.589 тона  | 1921.           | 22. јануар 1940.  | Потопљен |
|           | Уједињено Краљевство | 6.805 тона  | 1937.           | 3. фебруар 1940.  | Потопљен |
|           | Данска               | 5.177 тона  | 1923.           | 13. фебруар 1940. | Потопљен |
|           | Уједињено Краљевство | 17.046 тона | 1925.           | 13. јун 1940.     | Потопљен |
|           | Француска            | 7.638 тона  | 1930.           | 19. јун 1940.     | Оштећен  |
| --------- | -------------------- | ----------- | --------------- | ----------------- | -------- |